# James Patrick Mahoney
James Patrick Mahoney (né le 7 décembre 1927 à Saskatoon en Saskatchewan et mort le 2 mars 1995) est un prélat canadien de l'Église catholique. Il fut évêque du diocèse de Saskatoon de 1967 à 1995.

## Biographie
James Patrick Mahoney est né le 7 décembre 1927 à Saskatoon en Saskatchewan. Il fut ordonné prêtre le 7 juin 1952 pour le diocèse de Saskatoon. Il fut nommé évêque de ce diocèse le 20 septembre 1967 et consacré le 13 décembre de la même année par l'évêque de Calgary, Francis Joseph Klein (de). Il décéda le 2 mars 1995.